# 桂城 (安芸国)

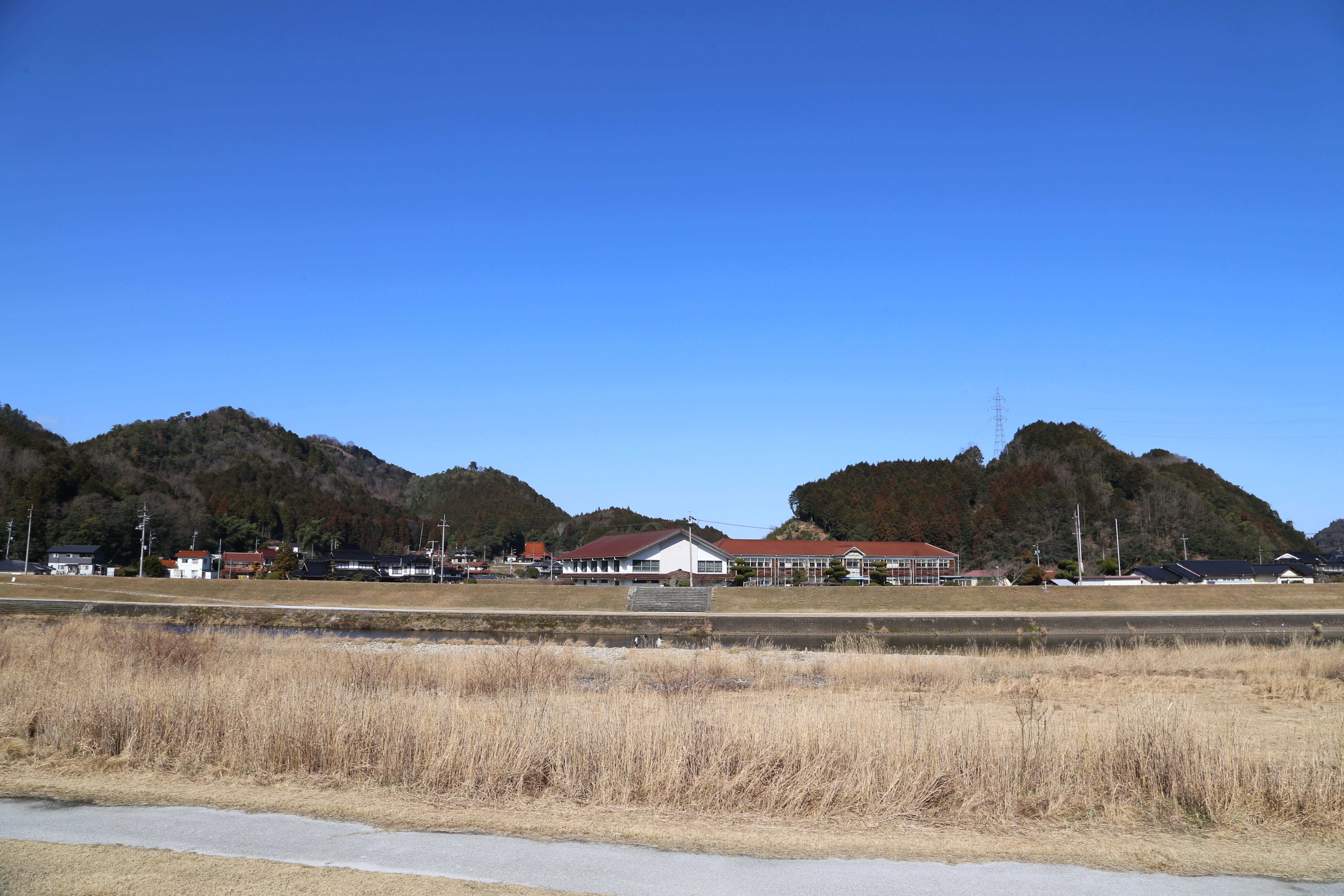
桂城（右の丘）、星ケ城遠景（左の小山）

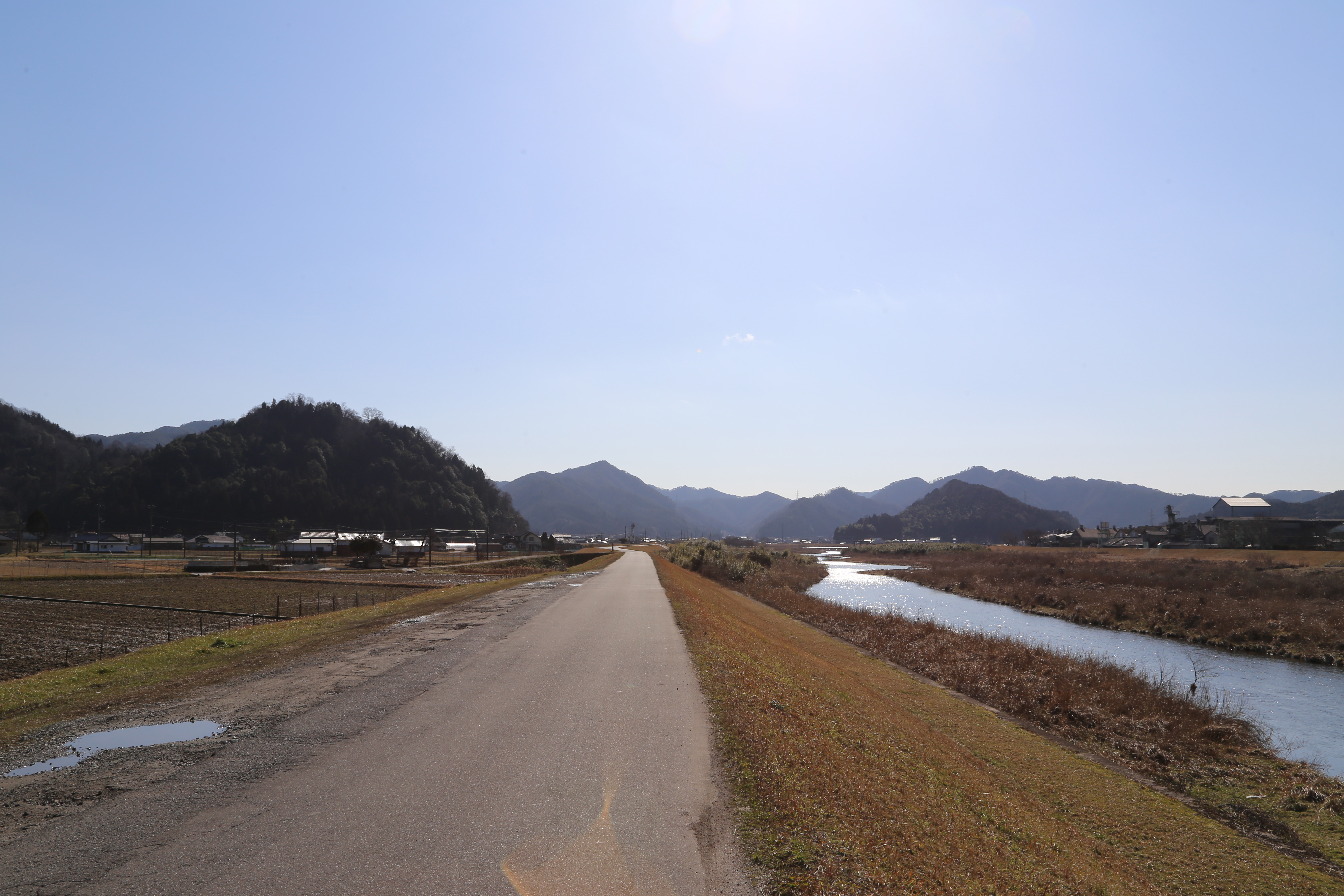
鈴尾城（左の小山）、桂城（右の丘）遠景

桂城（かつらじょう）は、広島県安芸高田市吉田町桂にあった日本の城。安芸高田市指定史跡。

## 概要
毛利氏の家臣桂氏の居城であった。福原氏の鈴尾城とは可愛川を挟んだ対岸の丘陵地帯に築城されている。16世紀初頭、桂広澄が坂氏から分家した際に築城したと云われる。

## 構造
可愛川に面する小山に建てられた平山城で、西・中央・東の3つに大きく分かれており、本城と思われるのは西側部分である。西側部分は東の尾根を堀切で断ち割り、その他の尾根に郭を配している。中央部分は最高所となっており、見張り台的な役割を担ったと考えられている。
1968年（昭和43年）9月1日に市指定史跡に指定された。